# 소미타참서
소미타참서(少彌陀參序)는 서울특별시 서초구에 있는 조선시대의 불경이다. 2018년 10월 18일 서울특별시의 유형문화재 제428호로 지정되었다.

## 개요
아미타불에 대한 예경, 참회, 염불을 통하여 정토왕생을 기원하는 불교의식집임. 권차의 구분없이 1책으로 구성된 것으로 한글음이 병기됨. 아미타불 불교의식집 중 그 전래가 잘 알려지지 않았던 책이다. 16세기 후반 전라도 나주의 쌍계사에서 판각한 것으로, 이는 권말 '萬曆七年己卯(1579)六月日 全羅道羅州地德龍山雙溪寺開板'의 간기를 통해 확인된다.
조사대상본은 그 전존본이 거의 남아있지 않은 판본임과 동시에 16세기 한글 음운 표기 등 국어사연구 자료로도 가치가 있다. 특히 조선후기에 편찬된 『예념왕생문』과의 영향관계에 대한 내용분석이 가능하여 시 유형문화재로 지정하기에 충분하다.

## 갤러리

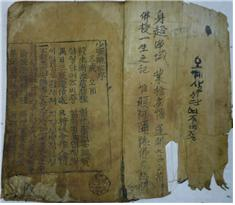
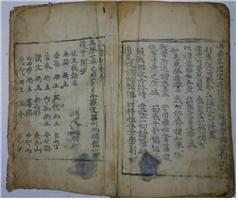
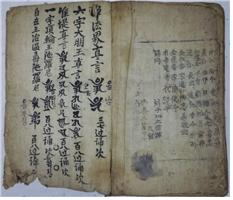

## 조사 보고서
책의 첫 장 서명이 '少彌陀參序'인 이 책은 아미타불에 대한 예경, 참회, 염불을 통하여 정토왕생을 기원하는 불교의식집이다. 경을 독송하는 의식에 의미를 부여한 미타신앙 예불이 성행하던 상황을 잘 보여 주는 책이다. 극락정토의 왕생을 바라는 미타신앙은 불교의 전래이후 지속적으로 성행하였다. 조선시대에 미타참법의 대표적인 의식집은 『예념미타도량참법』, 『염불보권문』, 『예념왕생문』 등으로 아미타불을 念誦하고 참회하여 극락정토에 태어나기를 발원하는 내용을 담고 있다. 이 중에 조사대상본의 내용을 상당부분 포함하고 있는 『예념왕생문』 은 아미타불에 대한 예경·참회·염불을 통하여 정토왕생을 기원하는 의식문으로 일명 '彌陀懺'이라고도 한다. 引證部, 述意部, 優劣部에서 계·정·혜의 수행을 통하여 6도를 윤회하거나 불도를 성취한다는 것을 서술하고, 이어서 勒那 三藏의 10종 예불관을 제시하고 염불할 때의 獻供節次를 싣고 있다. 조사대상본은 이러한 『예념왕생문』 에 영향을 끼친 책으로 평가되는데 염불의식, 변정론, 인증부, 술의부, 여래의 10대 발원문, 보현의 찬불계, 공불계, 龍舒居士普勸修指文 등 상당부분 일치하는 내용을 담고 있기 때문이다. 특히 한문의 의식문 옆에 대부분 한글로 독음을 병기하였으며, 1579년 전라도 나주의 쌍계사에서 판각한 것이다.
조사대상본은 권차의 구분 없이 1책이 남아 있다. 권수제는 "少彌陀參序"이다. 권말에 '萬曆七年己卯(1579)六月日 全羅道羅州地德龍山雙溪寺開板'의 간기와 함께 시주질이 판각되어 있다. 책의 형태적 특징으로 광곽은 사주단변이며, 반곽의 크기는 21.3㎝×16.8㎝이다. 본문에 계선은 보이지 않고, 10行18字자이다. 판심은 上下大黑口에 어미는 上下內向黑魚尾이지만 간혹 하흑어미에 화문이 있기도 하다. 판심제는 '彌陀序'이다.
책의 표지는 전후의 외표지가 일부 결락되었고 책의 본문이 대부분 누습으로 변색되었으나 본문 내용을 확인하는 데는 지장이 없다. 인쇄상태가 좋은 편이나 일부 광곽은 마모된 부분이 있다.
조사대상본과 동일한 시기에 간행된 것으로 같은 내용을 담고 있는 판본은 현재까지 알려지지 않았으며, 『少彌陀參序』 의 별도 간본은 이 책이 처음인 것으로 보인다. 권말에 발원한 인물의 명단과 간행참여 각수의 이름이 새겨져 있다. 全挴 兩主, 金孙 兩主 등 여러 시주자와 각수로 信祐, 天蓋 등의 승려가 참여하였다.
이 책의 간행시기 이전인 1558년 『불설아미타경』 이 같은 사찰에서 간행된 것으로 보아 아미타 정토신앙과 관련된 나주 쌍계사의 간행활동을 추정해 볼 수 있다.
조사대상 책의 표지는 전후의 외표지 훼손이 심하고 본문이 누습으로 다소 많이 변색되고 헤진 흔적이 있다. 표지가 온전한 상태는 아니지만 원형은 유지되고 있으며, 본문은 누습으로 전체적으로 변색되었지만 내용은 온전한 상태이다.
조사대상본은 서명이 "少彌陀參序"이며, 권차의 구분없이 1책으로 구성된 것으로 한글음이 병기된 불교의식집이다. 아미타불을 念誦하고 참회하여 극락정토에 태어나기를 발원하는 내용을 담고 있는 의식집 중에 그 전래가 잘 알려지지 않았던 책이며, 16세기 후반 전라도 나주의 쌍계사에서 판각한 것으로, 이는 권말 '萬曆七年己卯(1579)六月日 全羅道羅州地德龍山雙溪寺開板'의 간기를 통해서 확인된다.
조사대상본은 그 전존본이 거의 남아있지 않은 판본임과 동시에 16세기 한글 음운 표기 등 국어사연구 자료로도 가치가 있다. 권말에 표기된 시주질과 판각 참여인물에 대한 연구도 가능하다. 특히 조선후기에 편찬된 『예념왕생문』과의 영향관계에 대한 내용분석이 가능하다. 이상과 같은 측면에서 연구 및 보존가치가 있으므로 시지정문화재로 지정 관리할 필요가 있을 것으로 여겨진다.

## 참고 문헌
- 소미타참서 - 국가유산청 국가유산포털